# Paddy Nelson
Paddy Jupurrurla Nelson (* 1919 Napanangkajarra bei Yuendumu, Northern Territory; † 1999) war ein australischer Maler. Nelson, ein Aborigine der Warlpiri, gehörte zur Künstlerkolonie Warlukurlangu und war dort einer der bekanntesten Künstler.
Im Jahre 1983 war er beteiligt an der Bemalung der Schultüren von Yuendumu, die später von der National Gallery of Australia gekauft wurden. Er lebte in der Künstlerkolonie Yuendumu, an der er wesentlich beim Aufbau des Künstlerzentrums Warlukulrlanga beteiligt war. Er war der erste Künstler in Yuendumu, der nicht mehr traditionell mit Pigmenten, sondern mit Acrylfarben malte. Paddy Nelson war Mitglied der Warlukurlangu Artists Aboriginal Association.
Er malte die Geschichte der Traumzeit mit den Themen: Regenbogenschlange, Yams-, Wasser-, Possum-, Woman- und das Two-Men-Dreaming. Sammlungen von ihm befinden sich u. a. in der National Gallery of Australia in Canberra, im South Australian Museum in Adelaide und in der National Gallery of Victoria in Melbourne. 
Im Mai 1988 war Paddy Nelson einer von sechs Warlpiri aus Yuendumu, die gemeinsam das 40 Quadratmeter große Bodenbild in der Ausstellung Magiciens de la Terre im Centre Georges Pompidou in Paris herstellten. 
Er war mit Daisy Nelson Napanangka verheiratet. Seine Frau und sein Sohn Michael Jagamarra Nelson waren ebenso Maler.